# Jwaneng
Jwaneng   este un oraș  în  partea de sud a Botswana. A luat naștere în jurul minelor de diamante din apropiere.